# Höheres Kommando z.b.V. XXXI
Het Duitse Höheres Kommando z.b.V. XXXI (Nederlands: Hoger Korps Commando voor speciale inzet 31) was een soort Duits Legerkorps van de Wehrmacht tijdens de Tweede Wereldoorlog. Het H.Kdo. was in actie in Denemarken en Frankrijk. 

## Krijgsgeschiedenis

### Oprichting
Het Höheres Kommando z.b.V. XXXI werd opgericht op 7 november 1939 door omdopen van Militärbefehlshaber Danzig-Westpreußen. Deze was pas op 19 september 1939 omgedoopt vanuit Korps Kaupisch.

### Inzet

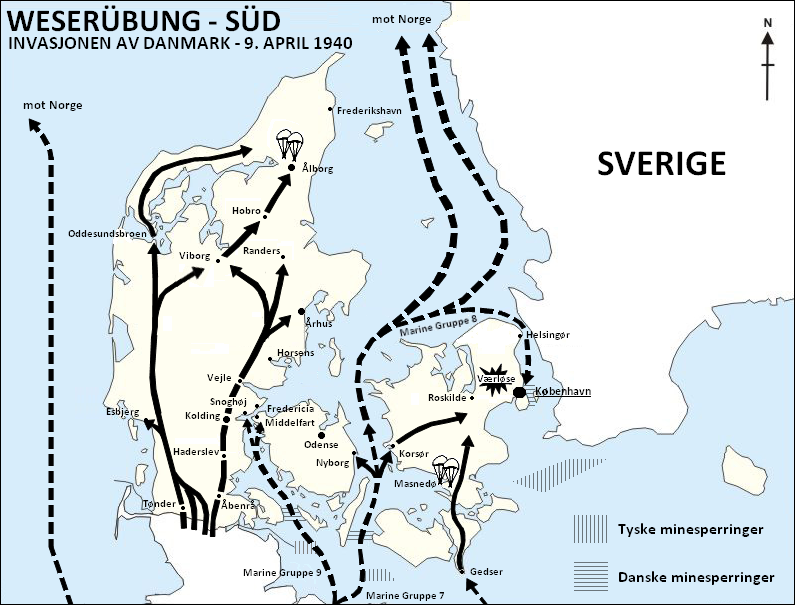
Inval in Denemarken

Het H.Kdo lag eerst in Neidenburg en verplaatste op 13 december 1939 nach Ortelsburg. In maart 1940 werd het H.Kdo. naar Duitsland verplaatst als voor bereiding op de inval in Denemarken (Operatie Weserübung Süd) op 9 april. Voor deze inval had het H.Kdo. de beschikking over de 170e en 198e Infanteriedivisies en de 11e Gemotoriseerde Brigade. De invasie van Denemarken duurde minder dan zes uur en was de kortste militaire campagne die door de Duitsers tijdens de oorlog werd gevoerd. Van 12 april tot 31 mei fungeerde de staf van het H.Kdo ook als Befehlshaber der deutschen Truppen in Dänemark. Bij het begin van de Westfeldzug was het H.Kdo. nog steeds in Denemarken. Pas in juni werd het H.Kdo. naar Luxemburg verplaatst en nam vanaf daar deel aan Fall Rot. Na de doorbraak door de Maginotlinie stootte het H.Kdo. door richting Metz. Hiervoor stonden op 8 juni 1940 de volgende divisies onder bevel: de 161e, 162e en 183e Infanteriedivisies.
Op 18 juni 1940 viel het H.Kdo. aan met de 162e Infanteriedivisie ten zuiden van de Maginotlinie richting Landres en met de 183e Infanteriedivisie de Maginotlinie vanuit het zuiden aan uit de richting Audun-le-Roman. Op 20 juni 1940 viel de 183e Infanteriedivisie met 2/3 van de 161e Infanteriedivisie de Maginotlinie tussen Thionville en het gebied 15 km oostelijk Longuyon vanuit het zuiden aan. Na het einde van de Westfeldzug bleef het H.Kdo. in Frankrijk. Het H.Kdo. werd vervolgens naar het gebied rond Poitiers verplaatst en nam daar bezettingsopgaven en kustverdediging op zich. Op 30 april had het H.Kdo. de beschikking over de 88e en 223e Infanteriedivisies plus de SS-Totenkopf-Division en op 11 oktober waren dat de 88e, 223e, 333e en 708e Infanteriedivisies. De eerste 5 maanden van 1942 beschikte het H.Kdo. over de 327e, 376e, 708e en 715e Infanteriedivisies. 

Het Höheres Kommando z.b.V. XXXI werd op 27 mei 1942 in West-Frankrijk omgedoopt naar 80e Legerkorps.

## Bovenliggende bevelslagen
| Leger                        | Legergroep                        | Plaats/regio                                       | Begin            | Eind             |
| ---------------------------- | --------------------------------- | -------------------------------------------------- | ---------------- | ---------------- |
| Grenzabschnittskommando Nord | Oberbefehlshaber Ost              | Polen                                              | 7 november 1939  | maart 1940       |
| --                           | OKH                               | Duitsland, Denemarken                              | maart 1940       | 12 april 1940    |
|                              | = Befh. d.dt. Truppen in Dänemark | Denemarken                                         | 12 april 1940    | 31 mei 1940      |
| 16. Armee                    | Heeresgruppe B                    | Nederland, Luxemburg, Frankrijk                    | 1 juni 1940      | 3 juli 1940      |
| 7. Armee                     | Heeresgruppe B                    | West-Frankrijk, Atlantische kust                   | 3 juli 1940      | 16 augustus 1940 |
| 7. Armee                     | Heeresgruppe C                    | West-Frankrijk, Atlantische kust                   | 16 augustus 1940 | 26 oktober 1940  |
| 7. Armee                     | Heeresgruppe D                    | West-Frankrijk, Atlantische kust, staf in Poitiers | 26 oktober 1940  | 27 mei 1942      |

## Commandanten

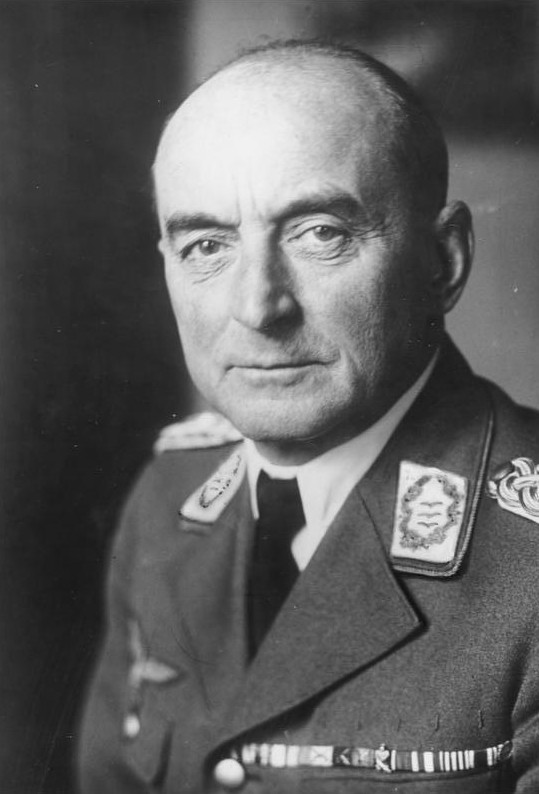
General Leonard Kaupisch

| Rang                                                                | Naam             | Begin           | Eind          |
| ------------------------------------------------------------------- | ---------------- | --------------- | ------------- |
| General der Flieger General der Artillerie (vanaf 1 september 1940) | Leonard Kaupisch | 7 november 1939 | 10 april 1942 |
| General der Artillerie                                              | Curt Gallenkamp  | 10 april 1942   | 27 mei 1942   |